# 觀龍樓

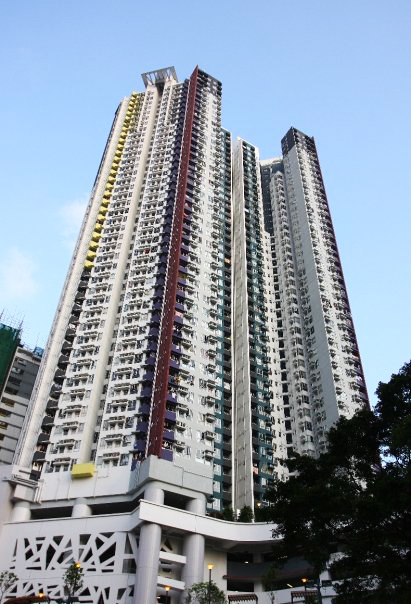
觀龍樓重建一期

觀龍樓（英語：Kwun Lung Lau）是香港房屋協會發展的甲類資助屋苑，是最後一個受政府資助興建的資助房屋計劃。觀龍樓位於香港島堅尼地城龍華街20號，在1968年落成。E至G座則於2000年拆卸，並於2008年重建完成為觀龍樓第1及2座。

## 歷史
觀龍樓由司徒惠（Szeto Wai，CBE，1913-1991）及Michael Payne（房協建築師）合作設計，他因此項目獲頒發奧克蘭建築協會建築設計獎。觀龍樓建立在陡峭的山坡上，原來共有7座20層高的長型樓宇組成，共2,073個單位，人口接近13,000人。由於缺乏平坦空間，公共設施如社區中心、居民委員會辦公室、圖書室、幼稚園、運動場等安排設於各樓宇的屋頂。得以安置入住的主要是受「市區改善計劃」影響包括第一街和第二街的原舊樓居民和中環街市結志街和卑利街的重建影響居民。
1987年，時任港督衞奕信爵士伉儷曾經到訪本邨。

## 重建工程
房協於2000年策劃重建觀龍樓，重建作甲類資助房屋及住宅發售計劃的綜合性屋苑，後來為配合政府停售居屋措施，所以改為採取重建第一期和復修第二期的混合方案。第一期工程首先拆卸E座外翼和G座共617個單位，剩餘第二期的A-F座亦約在2008年復修完成。
觀龍樓重建（一期）由馬梁建築師事務所設計，保華建業承建。上蓋結構工程已經於2007年4月完成，而整體建築工程預計將於同年年底竣工，耗資65,000萬港元。完成後兩幢44層高大廈提供共872個出租單位，配套設施包括社區會堂、商舖和停車場，令整個屋邨的單位數目增至2,328個。觀龍樓復修（二期）工程亦已於2006年動工，投資額為26,000萬元，包括翻新外牆及屋邨設施、增設升降機、改善消防、保安及供電系統等。工程於2009年竣工。 
當初為減輕成本，觀龍樓只有一組共6部電梯供居民上落之用，每隔四層（4/F、8/F、12/F、16/F、20/F）才設出口，樓與樓之間利用走廊互通。隨著部份屋邨居民年紀漸大，房協於2004年耗資2700多萬元增建一座客運升降機大樓，方便住戶出入。

### 觀龍樓重建一期（第1及2座）面積及編配標凖
| 單位款式       | 單位型號     | 單位 | 單位間隔     | 編配標凖 | 室內樓面面積 |
| 一人及二人單位 | D1型         | D1型（5-39樓C室） | 開放式       | 1-2人    | 約18.4平方米 |
| 一人及二人單位 | D2、及D4型   | D2型（5-31樓K室）；D3型（5-31樓J室）；D4型（5-31樓D室）                                                              | 開放式       | 1-2人    | 約18.2平方米 |
| 小型單位       | S1、S2及S3型 | S1型（5-31樓E室）；S2型（5-31樓H室）；S3型（5-31樓L室）                                                              | 可間一房兩廳 | 2-3人    | 約25.3平方米 |
| 中型單位       | M1及M5型     | M1型（5-31樓F室、32-39樓E室、40-44樓D室）、M5型（32-39樓G室、40-44樓F室）                                            | 可間兩房兩廳 | 3-5人    | 約36.1平方米 |
| 中型單位       | M2、M3及M7型 | M2型（5-31樓G室、32-39樓F室、40-44樓E室）、M3型（5-31樓M室、32-39樓J室；40-44樓H室）、M7型（32-39樓D室、40-44樓C室） | 可間兩房兩廳 | 3-5人    | 約36.8平方米 |
| 中型單位       | M4、M6及M8型 | M4型（5-44樓A室）、M6型（32-39樓H室、40-44樓G室）、M8型（25-44樓B室）                                                | 可間兩房兩廳 | 3-5人    | 約36.0平方米 |
| 大型單位       | L1型         | L1型（5-24樓B室） | 可間兩房兩廳 | 5-6人    | 約45.9平方米 |

### 觀龍樓舊區（A至F座）面積及編配標凖
| 單位款式 | 單位型號  | 單位間隔     | 編配標凖 | 室內樓面面積      |
| 小型單位 | 4型、5型  | 可間一房兩廳 | 2-3人    | 約22.8-28.5平方米 |
| 中型單位 | 6型、7型  | 可間兩房兩廳 | 3-5人    | 約31.6-39平方米   |
| 大型單位 | 9型、12型 | 可間三房兩廳 | 5-6人    | 約48.9-51.4平方米 |

## 圖片集

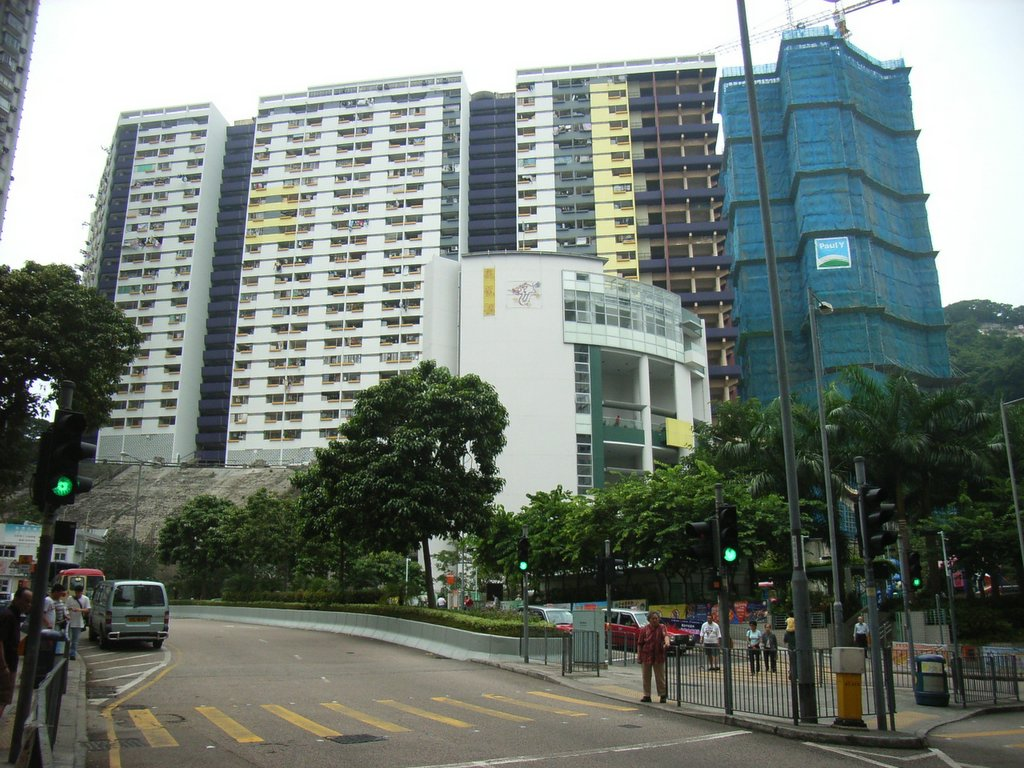
觀龍樓，旁為興建中的一期（2006年）
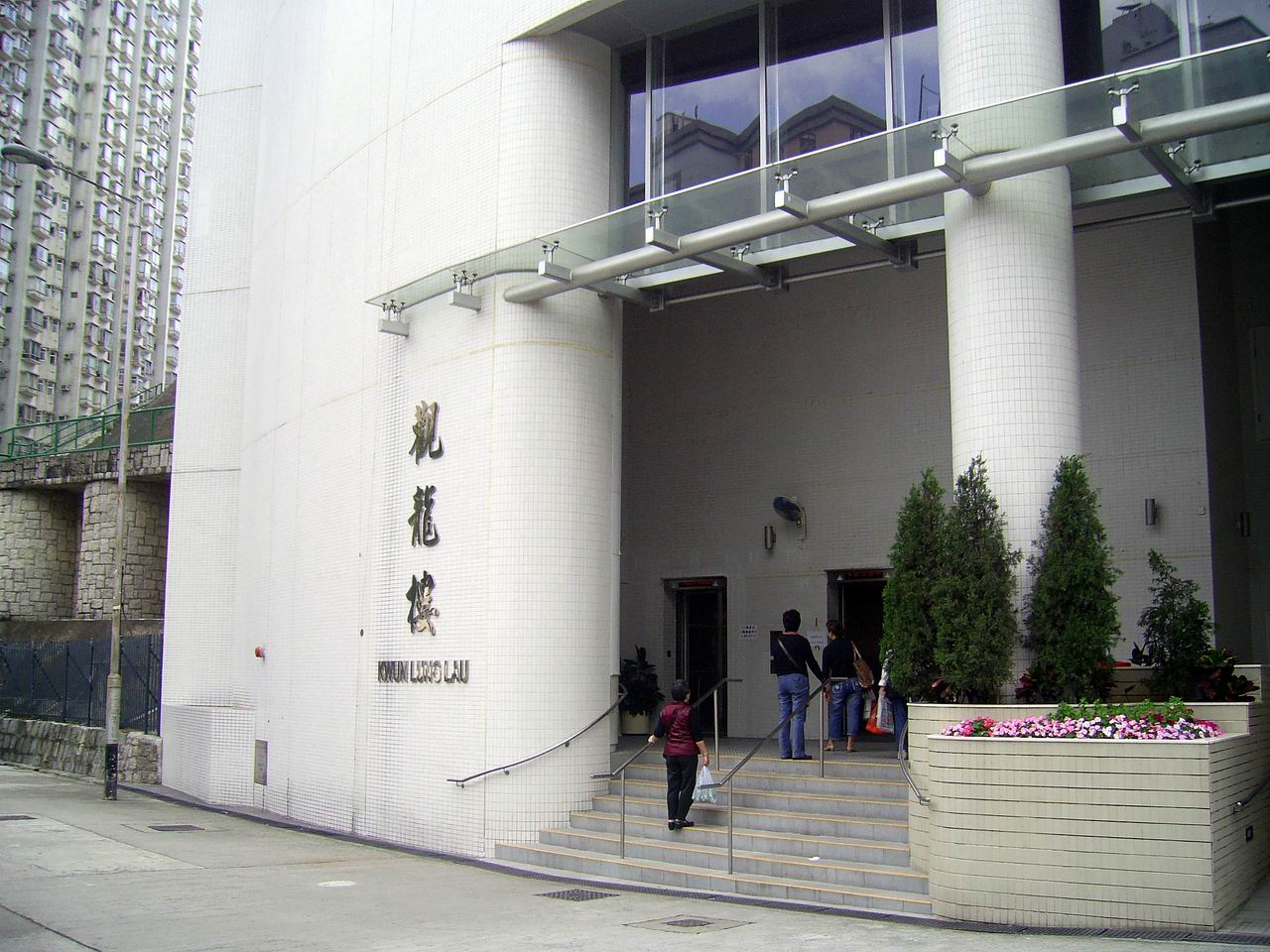
觀龍樓升降機大樓入口
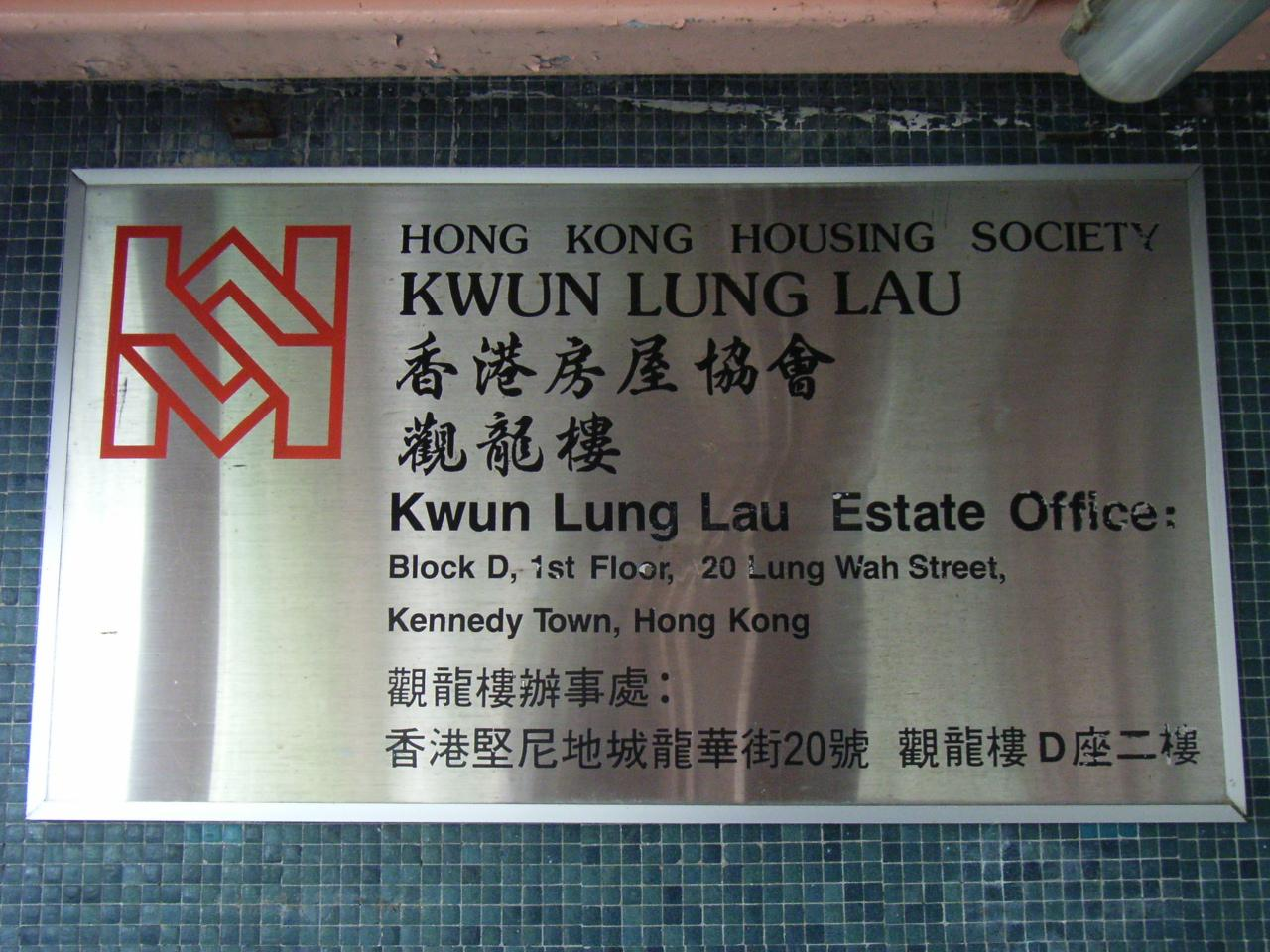
觀龍樓門牌
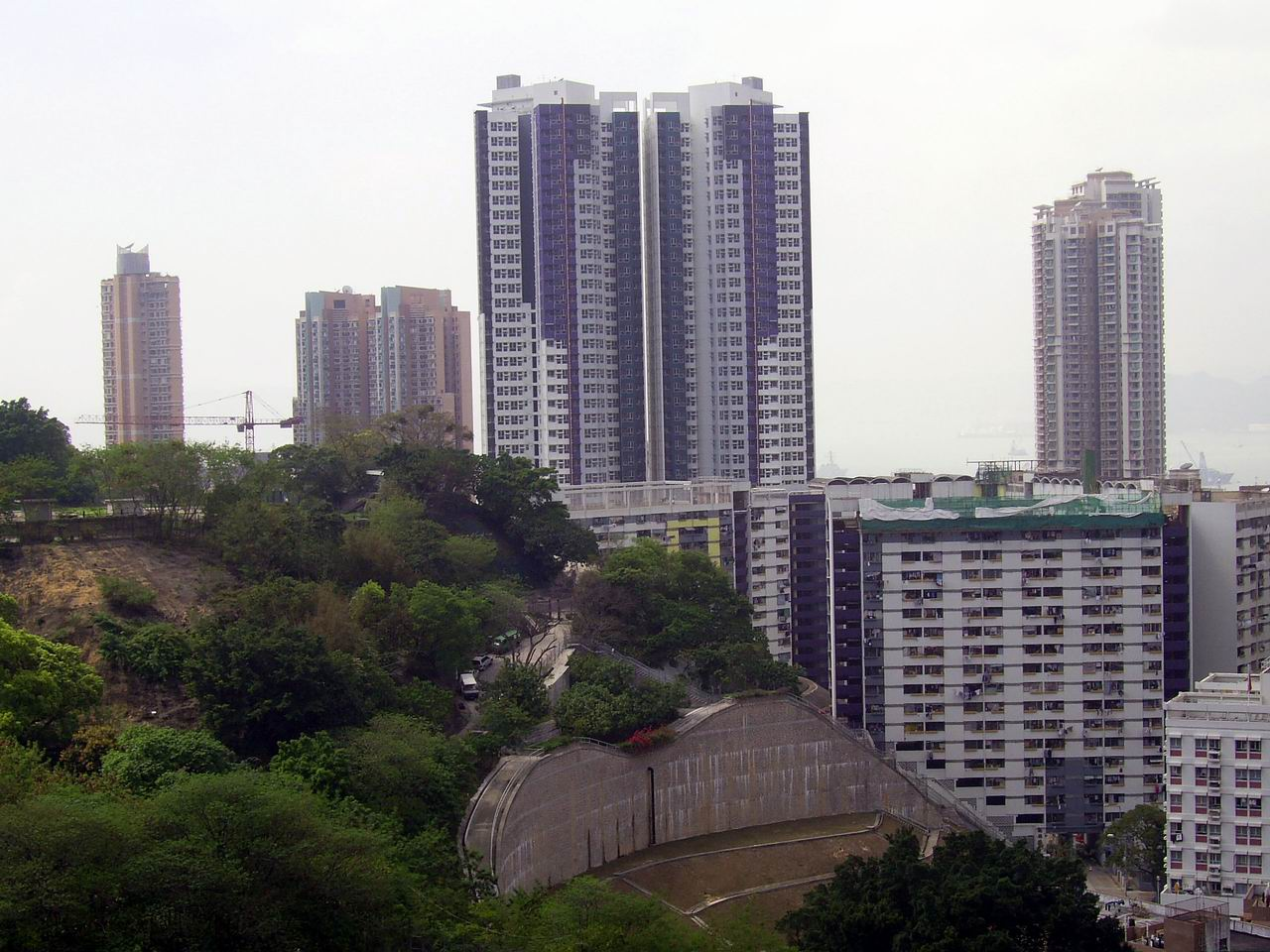
從薄扶林道俯瞰觀龍樓

## 名人
- 伍詠薇：前無綫電視及前亞洲電視女藝員。遵理學校校董
- 伍經衡：遵理學校創辦人及伍詠薇的長兄
- 潘紹聰：香港DJ和香港著名靈異電台恐怖在線節目主持
- 何輝：前香港足球代表隊球員、香港甲組足球聯賽足球員，現香港足球評述員。
- 雷雄德：香港運動科學學者及香港教育大學健康與體育學系高級講師

## 鄰近建築
- 嘉輝花園（私人屋苑），1986年入伙，士美菲路77號。
- 堅尼地城站
- 士美非路市政大廈、公共圖書館及體育館
- 蒲飛路
- 科士街
- 香港大學賽馬會第三學生村

## 天災及意外

### 山泥傾瀉
1994年7月23日，觀龍樓D座對落山坡（近科士街遊樂場）的護土牆於連日豪雨中倒塌，8名途人走避不及慘遭活埋，最終只有3人逃過一劫。

### 建築師救友不遂變陪葬
年僅28歲的梁姓助理建築師，獲悉陳姓舊同學受感情及失業問題困擾，情緒低落，2008年4月15日凌晨前往觀龍樓十九樓走廊開解摯友時，摯友突情緒失控，攀越石屎欄河跳樓自殺，他奮勇撲前制止，豈料自己亦被拉扯出欄河，與摯友雙雙死亡。

### 縱火滅口自殺案
2016年7月16日凌晨，觀龍樓D座13樓兩個單位起火，約2.5小時後被救熄，造成4人死亡，包括一家三口，其中一人是3歲女童。兇手是住在對面單位、有多年精神病紀錄的神秘獨居男子，同樣命喪現場。鄰居表示肇事兩戶人經常因聲浪問題爭執，消防在現場找到助燃劑，相信火警有可疑，警方將案件列為縱火及兇殺案處理。
死因裁判法庭在2019年2月13日裁定獨居殺手死於自殺，而兩母女死於不合法被殺。裁判官稱房協職員處理租戶投訴時態度袖手旁觀，漠不關心，企圖隱瞞事件，批評職員刻意淡化死者投訴。而痛失3名親人的李女士離開法庭時表示一輩子無法原諒房協，因職員隱瞞租戶是神經病，到庭上作供才透露有記錄，認為應付出代價。

### 離奇火警 戶主碎屍萬段
2018年6月29日清晨5時18分，觀龍樓2座41樓一個單位發生嚴重火災，現場冒出濃煙及火光熊熊，天花、地板、外牆、家具燒至焦黑。消防員到場撲救前，一名中年男子突從跳樓，跌落行人通道頂，四肢飛脫身首異處，遍地殘肢及器官碎片，遺留在通道頂及地下，死狀極其恐怖，幾近死無全屍。據了解死者為53歲無業男子，為起火單位住客。消防員約35分鐘後將火救熄，並初步懷疑單位冷氣機起火，屋內有兩個火頭。
此外，事發時附近有聽障人士居住，該失聰人士指發生火警時，她如常外出上班，但由於不知道發生火警，遂在電梯大堂等候升降機，惟遲遲不見升降機運作，有其他住客見狀，遂用手語通知她發生大火。聾人機構「龍耳」曾要求政府向失聰居民家內加裝連接大廈火警鐘的警示燈，令他們在火警發生時即使聽不到警鐘，亦能從警示燈的閃動得知發生火警。

## 外部連結
- . paul y. engineering.   [2019-05-23]. （原始内容存档于2020-06-08）.

22°16′50″N 114°07′40″E / 22.280534°N 114.127699°E